# Edward Higgins White II
Edward Higgins White II (San Antonio, Texas, 14 de novembre de 1930 - Cap Canaveral, Florida, 27 de gener de 1967) va ser un famós astronauta nord-americà. Va néixer a Sant Antoni, Texas, Estats Units i va ser format en enginyeria aeronàutica a 1959 per la Universitat de Michigan.
Edward va ser pilot de la Gemini IV i el 3 de juny de 1965 va ser el primer nord-americà a realitzar una caminada espacial. El 1967 va morir en un tràgic incendi que va ocórrer en un entrenament per al projecte Apollo, episodi que va ser conegut com a Apollo 1. En l'incendi també van morir els seus dos companys Virgil "Gus" Ivan Grissom i Roger Bruce Chaffee.

## Vegeu també

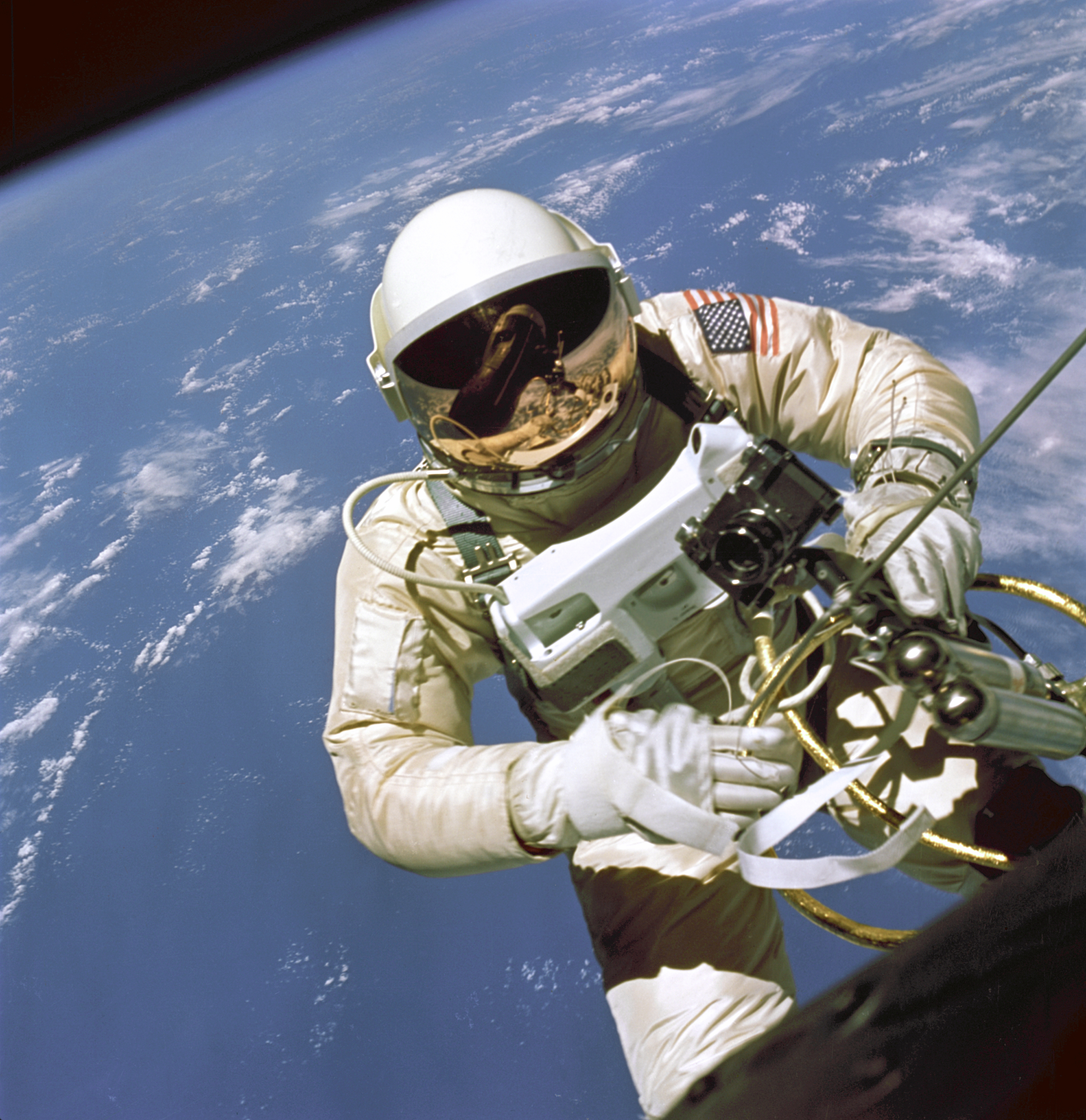
Primer passeig espacial nord-americà, realitzat per l'astronauta Edward White durant la missió Gemini IV el 3 de juny de 1965.